# 東京客船
東京客船株式会社（とうきょうきゃくせん）は、かつて2002年～2003年にかけて、久里浜港と伊豆大島岡田港との間に高速船を運航していた会社。本社は東京都中央区にあった。
定期船航路への参入が自由化され、格安料金を売りに東海汽船がほぼ独占していた大島への航路に参入したが、度重なるトラブルを起こし乗客が離れたため僅か2年で撤退している。

## 参入から撤退まで

### 航路と用船の迷走
当初は、岡田港～久里浜港～館山港で事業免許を取得申請する予定だったが、館山の地元漁協との間で漁業補償がまとまらなかったため賛同を得られず、館山への就航を断念している。用船も同様に迷走し、当初は長崎の船会社から小型双胴船「くいーんろっこう（217総トン、25ノット、定員160名）」という船を傭船したが、種々の理由から就航を断念し、伊豆箱根鉄道所有で西伊豆航路で活躍していた「こばるとあろー（2代）」に変更、これを「ふじ」と改名し就航させることとなった。このため、当初2001年9月を予定していた就航は2002年3月にずれ込むこととなった。また、久里浜側のターミナルも館山への航路が脅威になると危惧した東京湾フェリーとの関係がこじれた影響で同社が所有するターミナルが使えず簡素なプレハブ小屋での営業となった。

### ふじによる就航（2002年）
紆余曲折を経たものの就航の準備が整い、2002年3月20日の就航が決定、大島の住民の招待など開業の手はずが整えられた。ところが開業前日（3月19日）に国土交通省の担当官を乗せての検査航海中に3機あるエンジンのうち2機が故障を起こし漂流する事故を起こし、検査不合格となり翌日からの就航は不許可となってしまった。機関修理等が完了し、ようやく2002年4月12日に就航となった。
当初は久里浜港～岡田港毎日2～3往復が就航（季節や曜日により変動があった）、所要時間は90分であった。ところが「ふじ」は波浪に弱いため頻繁に欠航となり、就航しても大きく揺れることから評判を落とすこととなった。同時期に東海汽船が揺れの少ない超高速ジェット船を投入したため、「ふじ」は価格面以外で見劣りし、特に揺れの激しさは乗客から不評を買い、客数が伸び悩むようになった。同年11月に入ると欠航率はさらに高くなり、12月には「ふじ」の使用を断念、翌年1月5日の正月輸送終了をもって一時運休となった。久里浜および岡田の事務所は閉鎖され、従業員も一時解雇となった。

### エルムによる就航（2003年）
「ふじ」に見切りを付けた東京客船は代わりの船舶を探したが、適する船をなかなか見つけることができなかった。ようやく用船にこぎ着けたのが「エルム」であった。この船は宮城県の丸中金華山汽船で観光船として使用されていたが、元は1972年に北海道の知床観光船として建造された船である。揺れは「ふじ」より減ったと言われるが、速度が遅いため久里浜-岡田間の所要時間が2時間45分と旧船の倍近い所要時間となってしまった。
2003年3月にエルムを就航させて航路を再開させたが、東海汽船に対し就航率や所要時間では完全に競争力を失い、もはや有利な点は運賃のみという状態であった。乗客からは完全にそっぽを向かれた形となり、同年12月1日には航路休止となった。翌年には事務所も閉鎖され、2004年2月23日、定期航路事業廃止届を国に提出し受理された。運航末期は金・土・日のみ就航となり、それも僅かな海況の悪化でも欠航となっていた。2003年の利用客はわずか6,830人であった。就航した海域は伊豆諸島周辺では比較的波が穏やかではあるが、それでも揺れが激しい海域である。海域の特徴を理解しないまま安易な用船で失敗したとも言える。
なお、東京客船の航路廃止後は東海汽船が横須賀市の求めに応じる形で土休日に限り1日1往復のジェット船が久里浜に寄港するようになった（夏期等休止期間あり）。所要時間は60分と東京客船より高速である。

### 大島撤退後の東京客船
大島撤退後同社は「日東商船株式会社」に社名を変更、本社も東京都港区に移転している。千葉県館山市に営業所を設け、海中観光船（サブマリーンたてやま）の運航を始めた。これに続き、神奈川県観音崎（2006年7月8日運航開始）および伊豆市土肥で海中観光船の運航を始めるがこちらはのちに撤退している。
2010年7月16日より奄美大島（宇宿魚港）-喜界島（湾港）航路（ふじ、19t、定員55人）に基本土､日､月週3便2往復で就航するが、こちらも競合する奄美海運が運航する定期船（火曜～土曜週5便）喜界（平土野、知名）航路（奄美大島名瀬港-喜界島湾港）と比較し、特に冬季季節風による就航が外洋で潮流が複雑な海域と言うこともあり、輸送量（奄美海運は2,500トンクラスRO-ROフェリー:旅客定員約200名）と就航率で利用者を取り込めず、伊豆大島航路と同様な失敗で短期間で廃止となり、同船にて横浜港遊覧を行っている。
また同社は以下の通りたびたび沖縄近辺での新航路開設を発表しているが、いずれも実現しないまま立ち消えとなっている。
・沖永良部－与論－沖縄本島（国頭村辺土名） 2012年に就航発表
・名護 - 伊是名 - 伊平屋　2018年に西部トラベルと共同発表
・沖永良部－与論－沖縄本島（大宜味村塩屋）　2019年就航発表
・沖永良部－与論－沖縄本島（大宜味村塩屋）　2021年就航発表、2022年まで就航延期と発表

## 船舶
- ふじ[2]

元・伊豆箱根鉄道「こばるとあろー (2代)」
墨田川造船建造、1987年7月竣工
114総トン、全長33.00m、型幅6.20m、型深さ2.73m、ディーゼル3基、機関出力3,000ps、航海速力24.00ノット、旅客定員154名、乗員4名
- エルム[2]

下田船渠建造、1972年6月竣工
199.08総トン、全長37.25m、型幅6.80m、型深さ2.80m、ディーゼル1基、機関出力1,000ps、航海速力14.0ノット、旅客定員350名